# Campeonato Brasileiro Série C 2011
In 2011 werd het 22ste Campeonato Brasileiro Série C gespeeld, de derde hoogste klasse van het Braziliaanse voetbal. De competitie werd gespeeld van 16 juli tot 3 december. Joinville werd kampioen.

## Format
De 20 clubs werden in de eerste fase verdeeld over vier poules van vijf clubs volgens geografische ligging. De top twee stootte telkens door naar de tweede fase en de laatste club degradeerde. De tweede fase was anders dan de voorgaande jaren en bestond uit een nieuwe groepsfase met twee groepen van vier. De eerste twee van elke groep promoveerden en de groepswinnaars bekampten elkaar nog voor de algemene titel. 

## Eerste fase

### Groep A
Rio Branco mocht niet naar de volgende ronde en degradeerde na dit seizoen.
| Plaats | Club            | Wed. | W | G | V | Saldo | Ptn. |
| ------ | --------------- | ---- | - | - | - | ----- | ---- |
| 1.     | Rio Branco      | 8    | 5 | 1 | 2 | 12:10 | 16   |
| 2.     | Paysandu        | 8    | 4 | 2 | 2 | 13:7  | 14   |
| 3.     | Luverdense      | 8    | 4 | 1 | 3 | 11:6  | 13   |
| 4.     | Águia de Marabá | 8    | 4 | 1 | 3 | 11:8  | 13   |
| 5.     | Araguaína       | 8    | 0 | 1 | 7 | 3:19  | 1    |

|  | Geplaatst voor tweede fase |
|  | Degradatie                 |

### Groep B
| Plaats | Club              | Wed. | W | G | V | Saldo | Ptn. |
| ------ | ----------------- | ---- | - | - | - | ----- | ---- |
| 1.     | América de Natal  | 8    | 5 | 1 | 2 | 16:8  | 16   |
| 2.     | CRB               | 8    | 3 | 2 | 3 | 7:13  | 11   |
| 3.     | Guarany de Sobral | 8    | 2 | 3 | 3 | 9:9   | 9    |
| 4.     | Fortaleza         | 8    | 2 | 3 | 3 | 11:12 | 9    |
| 5.     | Campinense        | 8    | 2 | 3 | 3 | 7:8   | 9    |

|  | Geplaatst voor tweede fase |
|  | Degradatie                 |

### Groep C
| Plaats | Club        | Wed. | W | G | V | Saldo | Ptn. |
| ------ | ----------- | ---- | - | - | - | ----- | ---- |
| 1.     | Ipatinga    | 8    | 6 | 0 | 2 | 15:8  | 18   |
| 2.     | Brasiliense | 8    | 4 | 1 | 3 | 8:5   | 13   |
| 3.     | Madureira   | 8    | 3 | 1 | 4 | 7:8   | 10   |
| 4.     | Macaé       | 8    | 2 | 2 | 4 | 14:17 | 8    |
| 5.     | Marília     | 8    | 2 | 2 | 4 | 11:17 | 8    |

|  | Geplaatst voor tweede fase |
|  | Degradatie                 |

### Groep D
| Plaats | Club              | Wed. | W | G | V | Saldo | Ptn. |
| ------ | ----------------- | ---- | - | - | - | ----- | ---- |
| 1.     | Chapecoense       | 8    | 5 | 1 | 2 | 13:7  | 16   |
| 2.     | Joinville         | 8    | 4 | 3 | 1 | 17:11 | 15   |
| 3.     | Caxias            | 8    | 2 | 2 | 4 | 11:14 | 8    |
| 4.     | Santo André       | 8    | 2 | 2 | 4 | 8:13  | 8    |
| 5.     | Brasil de Pelotas | 8    | 2 | 2 | 4 | 11:15 | 2    |

|  | Geplaatst voor tweede fase |
|  | Degradatie                 |

## Tweede fase

### Groep E
| Plaats | Club             | Wed. | W | G | V | Saldo | Ptn. |
| ------ | ---------------- | ---- | - | - | - | ----- | ---- |
| 1.     | CRB              | 6    | 3 | 3 | 0 | 7:2   | 12   |
| 2.     | América de Natal | 6    | 2 | 3 | 1 | 6:4   | 9    |
| 3.     | Paysandu         | 6    | 2 | 1 | 3 | 5:8   | 7    |
| 4.     | Luverdense       | 6    | 0 | 3 | 3 | 4:8   | 3    |

|  | Finale en promotie naar Série B |
|  | Promotie naar Série B           |

### Groep F
| Plaats | Club        | Wed. | W | G | V | Saldo | Ptn. |
| ------ | ----------- | ---- | - | - | - | ----- | ---- |
| 1.     | Joinville   | 6    | 5 | 1 | 0 | 14:5  | 16   |
| 2.     | Ipatinga    | 6    | 3 | 0 | 3 | 9:11  | 9    |
| 3.     | Chapecoense | 6    | 1 | 2 | 3 | 12:12 | 5    |
| 4.     | Brasiliense | 6    | 1 | 1 | 4 | 9:16  | 4    |

|  | Finale en promotie naar Série B |
|  | Promotie naar Série B           |

## Finale
|                   |             |       |                                             |                                               |
| 26 november 16:00 | CRB         | 1 – 3 | Joinville                                   | Estádio Rei Pelé, Maceió Toeschouwers: 15.557 |
| 26 november 16:00 | Geovani 53' |       | =Filipe 10' (own) Glaydson 23' Aldair 90+3' | Estádio Rei Pelé, Maceió Toeschouwers: 15.557 |

|                  |                                                   |       |     |                                                 |
| 3 december 17:00 | Joinville                                         | 4 – 0 | CRB | Arena Joinville, Joinville Toeschouwers: 19.115 |
| 3 december 17:00 | Lima 45+1' Eduardo 75' Pedro Paulo 79' Gilton 86' |       |     | Arena Joinville, Joinville Toeschouwers: 19.115 |

### Kampioen
| Campeonato Brasileiro Série C de 2011 |
| Santa Catarina                        |
| ------------------------------------- |
| JOINVILLE Kampioen (1° titel)         |